# Vita Lukan
Vita Lukan (Radovljica, 2000) es una deportista eslovena que compite en escalada. Ganó una medalla de plata en el Campeonato Europeo de Escalada de 2019, en la prueba de bloques.

## Palmarés internacional
| Campeonato Europeo | Campeonato Europeo | Campeonato Europeo | Campeonato Europeo |
| Año                | Lugar              | Medalla            | Prueba             |
| ------------------ | ------------------ | ------------------ | ------------------ |
| 2019               | Zakopane (Polonia) | Medalla de plata   | Bloques            |